# Врасна
Врасна (грч. Βρασνά) је село у општини Бешичко Језеро, округу Солун, периферији Средишња Македонија у Грчкој. Према попису из 2021. у селу је живело 378 становника.
Село се налази у општинској јединици Ајос Георгиос (Свети Ђорђе) која је до 2011. године била засебна општина. Од 2011. општина је постала део општине Бешичко Језеро коју поред ње чине још пет бивших општина поставши општинске јединице.
Село је део истоимене заједнице Врасна коју поред села Врасна чине и Нова Врасна и Палијамбела. Према попису из 2021. у заједници Врасна је живело 2.276 становника. Већина становништва заједнице живи у Новој Врасни.

## Демографија
Према подацима са пописа из 2011. у насељу је живело 278 становника.
| 2011. | 2021. |
| ----- | ----- |
| 278   | 378   |